# Federación de Centro América (1921-1922)
La Federación de Centro América fue una efímera república federal que existió en Centroamérica entre 1921 y 1922. La federación estaba formada por las naciones centroamericanas de El Salvador, Guatemala y Honduras.
Delegaciones de Costa Rica, El Salvador, Guatemala, Honduras y Nicaragua redactaron el Pacto de Unión de Centroamérica en enero de 1921, pacto que fue firmado por los cuatro primeros países; Nicaragua se negó a firmarlo por considerar que podía entrar en conflicto con el Tratado Bryan-Chamorro que había firmado con Estados Unidos (sobre la autorización para poder construir un canal, como el de Panamá). Para el 6 de abril de 1921, El Salvador, Guatemala y Honduras ratificaron el pacto, estableciendo oficialmente la Federación de Centroamérica. Costa Rica rechazó el pacto en junio de 1921 y nunca se unió a la Federación. La Constitución de la Federación fue ratificada el 9 de septiembre de 1921. La Federación se disolvió en enero de 1922 tras el derrocamiento del gobierno guatemalteco el mes anterior.

## Antecedentes
El 15 de septiembre de 1821, el antiguo reino y capitanía general de Guatemala declaró su independencia de la Monarquía española, integrándose en el Imperio Mexicano. Tras la caída del Imperio Mexicano en 1823, las provincias que habían conformado el antiguo reino de Guatemala, fundaron las Provincias Unidas de Centro América. La república federal estaba compuesta por cinco miembros: Guatemala, El Salvador, Honduras, Nicaragua y Costa Rica. La república federal se derrumbó entre 1838 y 1841 cuando uno a uno sus miembros declararon su independencia. Desde el colapso de la República Federal del Centro América, sus antiguos miembros intentaron restaurarla en varias ocasiones durante el siglo XIX, pero todos los intentos fracasaron.

## Historia

### Establecimiento
El 4 de diciembre de 1920, delegaciones de Costa Rica, El Salvador, Guatemala, Honduras y Nicaragua se reunieron en San José, Costa Rica, para negociar el restablecimiento de un único estado centroamericano. Al estar próximo la conmemoración del centenario de la independencia centroamericana el 15 de septiembre de 1921, los gobiernos de la región decidieron iniciar las negociaciones para restaurar la antigua República Federal de Centroamérica. Después de cinco reuniones, los delegados terminaron el proyecto de un Pacto de Unión de Centro América el 17 de enero de 1921 el cual fue firmado el 19 de enero por los representantes de Costa Rica, El Salvador, Guatemala y Honduras. El pacto presentó a la Federación Centroamericana como sucesora de la República Federal de Centroamérica.
Nicaragua no firmó el pacto porque a su gobierno le preocupaba que unirse a la federación violara el Tratado Bryan-Chamorro que Nicaragua tenía con Estados Unidos. Si bien el gobierno de Nicaragua no quería unirse a la federación, muchos nicaragüenses sí lo hicieron, por lo que Estados Unidos envió municiones de guerra al gobierno nicaragüense para evitar que ocurriera una rebelión. Los firmantes del pacto, especialmente Costa Rica Rica, alentaron al gobierno nicaragüense a firmar el pacto y romper el Tratado Bryan-Chamorro en vano. El Artículo XIX del pacto permitió a Nicaragua unirse a la Federación cuando quisiera.  El Salvador ratificó el pacto el 23 de enero de 1921, seguido por Honduras el 25 de enero y Guatemala el 6 de abril; el pacto estipulaba que entraría en pleno vigor una vez que al menos tres miembros lo hubieran ratificado, marcando el 6 de abril de 1921 como la fundación de la Federación de Centroamérica. Aunque Costa Rica firmó el pacto, el Congreso Constitucional de Costa Rica lo rechazó el 21 de junio de 1921 debido a la negativa del gobierno nicaragüense a unirse a la federación.
El pacto estableció la Asamblea Nacional Constituyente para redactar la constitución del país. La Asamblea estaba compuesta por catorce salvadoreños, quince guatemaltecos y quince hondureños.  La Asamblea se reunió en Tegucigalpa, Honduras, (capital de la Federación) en julio de 1921. Fue presidida por el expresidente hondureño Policarpio Bonilla. La Asamblea proclamó la Constitución el 9 de septiembre de 1921 y fue ratificada por El Salvador, Guatemala y Honduras el mismo día.   Las elecciones legislativas se celebraron en octubre de 1921, debiendo los miembros electos asumir el cargo en enero de 1922.

### Disolución

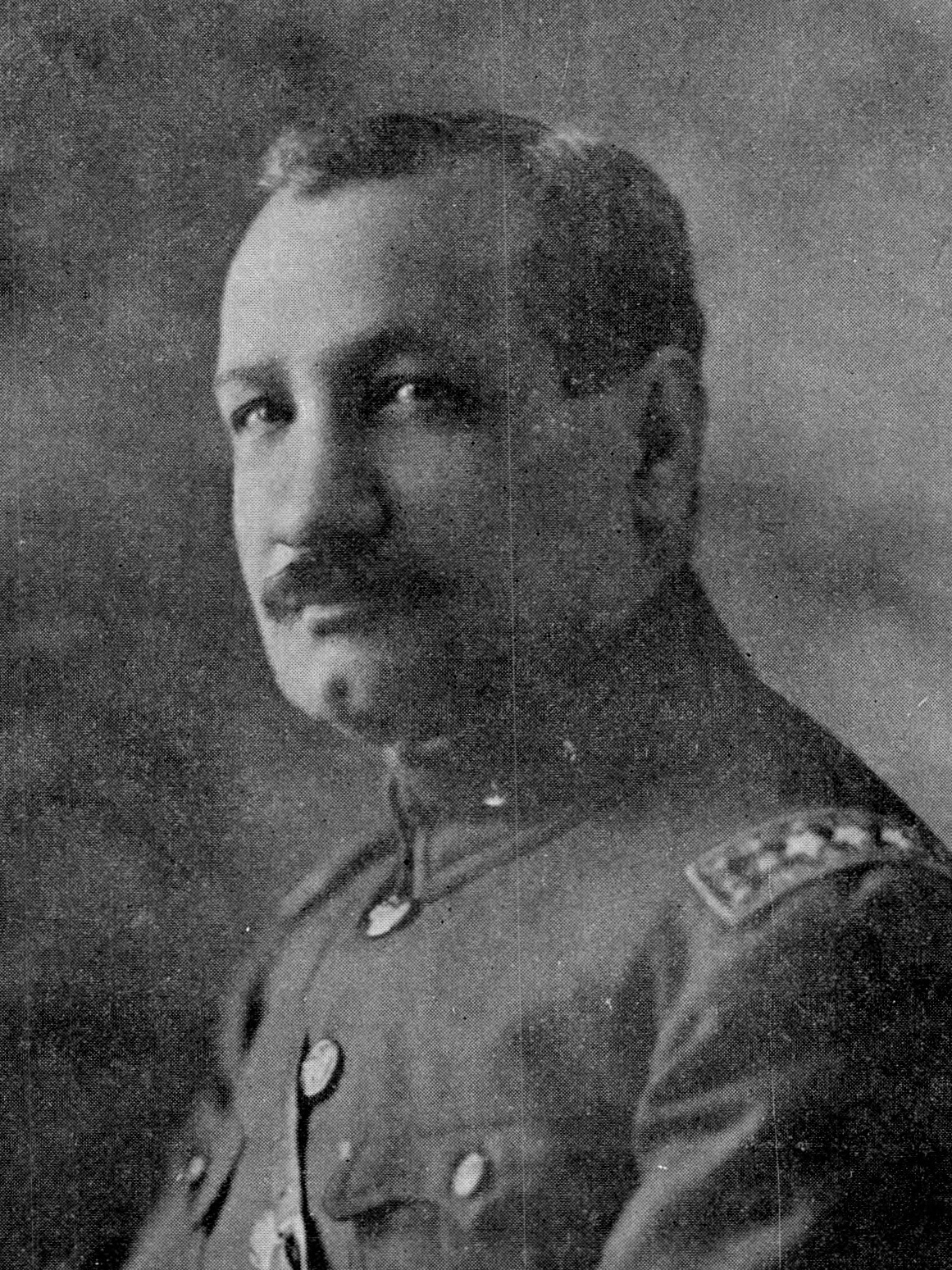
El golpe de Estado del general José María Orellana en Guatemala provocó el colapso de la Federación.

El 5 de diciembre de 1921, el gobierno guatemalteco del presidente Carlos Herrera fue derrocado por las Fuerzas Armadas de Guatemala y la United Fruit Company. El sucesor de Herrera, el general José María Orellana, declaró la retirada de Guatemala de la Federación Centroamericana.   El gobierno de Estados Unidos disuadió a El Salvador y Honduras de lanzar una intervención militar en Guatemala para preservar la Federación. La legislatura de la Federación se reunió el 4 de enero de 1922 en Tegucigalpa. A pesar del golpe de Estado en Guatemala, los diputados guatemaltecos asumieron el cargo. Más tarde ese mes, un miembro de la legislatura centroamericana le dijo a Edward Perry, colaborador de The Hispanic American Historical Review, que el golpe había "trastocado" la política de la Federación y que "el funcionamiento legal del nuevo organismo político es imposible" con el surgimiento de un gobierno no electo en Guatemala.
Comentaristas contemporáneos acusaron a Estados Unidos de impedir una intervención como causante del colapso de la Federación, pero el historiador estadounidense Kenneth Grieb escribió que el golpe de Estado fue el catalizador del colapso, mientras que Estados Unidos "simplemente reconoció la realidad y admitió que la Federación ya estaba muerta". A pesar de todo, Estados Unidos buscó mantener la estabilidad regional y mantuvo negociaciones entre los países centroamericanos entre 1922 y 1923, que culminaron con la firma del Tratado Centroamericano de Paz y Amistad de 1923. La Federación Centroamericana es el intento más reciente de unir a Centroamérica bajo un solo país.

## Gobierno y política
La Constitución de la Federación Centroamericana declaró al país "perpetuo e indisoluble" y designó a El Salvador, Guatemala y Honduras como estados dentro de la república.  También se planeó establecer un distrito federal alrededor de la capital del país, Tegucigalpa. Asimismo, declaró que el gobierno sería "republicano, popular y responsable". El gobierno federal estaba compuesto por los poderes Legislativo, Ejecutivo y Judicial.

### Gobierno federal

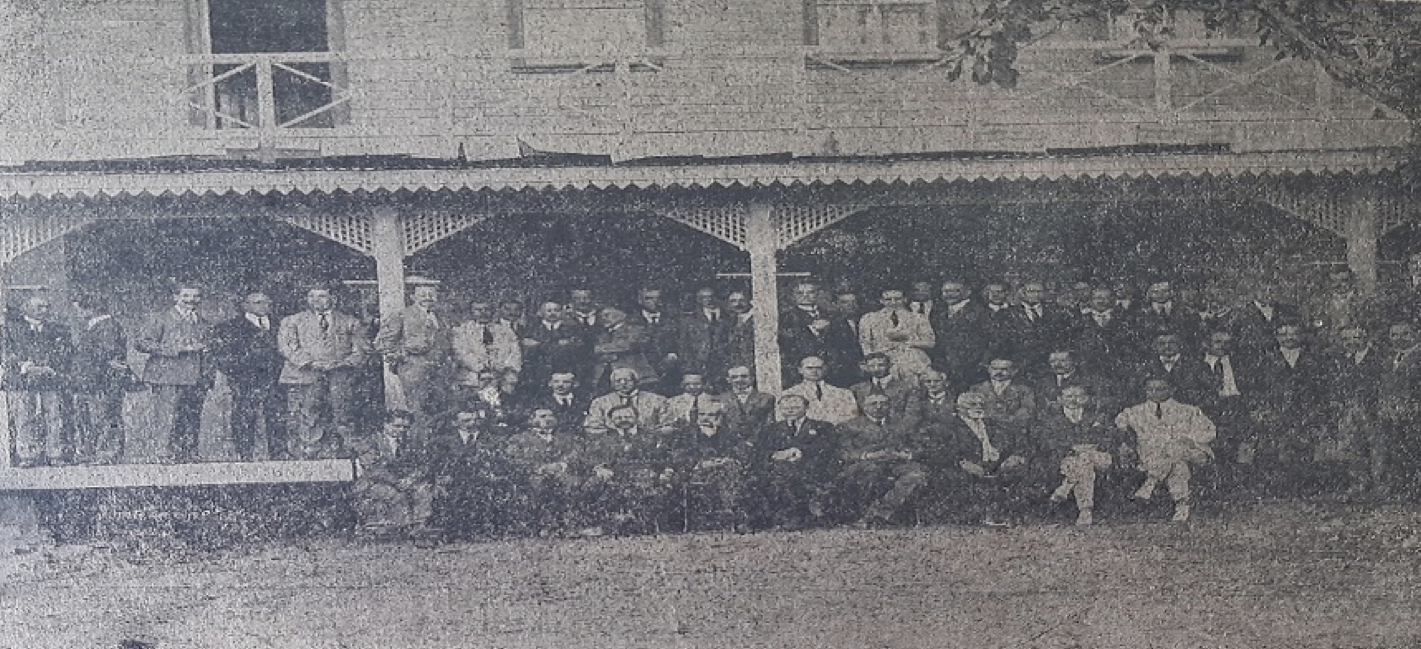
Miembros del gobierno federal centroamericano el 7 de agosto de 1921.

La legislatura bicameral de la Federación se componía por un Senado (cámara alta) y una Cámara de Diputados (cámara baja). A su vez, el Senado estaba compuesto por tres senadores propietarios y tres senadores suplentes de cada estado, mientras que la Cámara de Diputados estaba compuesta por un diputado propietario y un diputado suplente que representaban a 100,000 personas cada uno. Ambas cámaras de la legislatura requerían la presencia de tres cuartas partes de sus miembros para alcanzar cuórum. Las elecciones para el Legislativo y el Ejecutivo se realizaban mediante votación popular. Los senadores eran elegidos para períodos de seis años y un tercio del Senado se elegía en cada ciclo electoral. No había límite de mandatos legislativos.
El poder Ejecutivo estaba dirigido por un Consejo Federal compuesto por un delegado y un delegado suplente de cada estado. Los delegados del Consejo Federal eran elegidos para períodos de cinco años. El Cnsejo elegía a un presidente y un vicepresidente de entre sus miembros.

### Ciudadanía
La Constitución otorgaba la ciudadanía a toda persona nacida dentro de la Federación, con excepción de los hijos de diplomáticos, que cumplieran uno de tres requisitos: tener al menos 21 años, tener al menos 18 años y estar casados, o saber leer y escribir. La Constitución estipulaba además que, para 1928, la alfabetización se convertiría en un requisito para que los ciudadanos pudieran votar en las elecciones estatales y federales. Las mujeres tenían derecho al sufragio si estaban casadas o viudas, sabían leer y escribir, y tenían al menos 21 años; 25 años y habían cursado estudios primarios; o poseían cierta riqueza. Las mujeres podían ocupar cargos públicos siempre que no fueran electas o si el cargo carecía de jurisdicción.

### Relaciones con Estados Unidos
A finales de 1921, el gobierno federal envió una delegación a Estados Unidos en busca de reconocimiento diplomático. Antes de la creación de la Federación, el presidente estadounidense Woodrow Wilson se opuso rotundamente a una Centroamérica unida, ya que creía que el nuevo país se opondría a Estados Unidos. El sucesor de Wilson, Warren G. Harding, revaluó esta postura y se mostró más abierto a apoyar dicha Federación.  El secretario de Estado Charles Evans Hughes no creía que la Federación amenazara el Tratado Bryan-Chamorro. El Departamento de Estado de los Estados Unidos creía que la Federación probablemente colapsaría y, por lo tanto, Estados Unidos nunca la reconoció formalmente.

### Libros
- Bernal Ramírez, Luis Guillermo; Quijano de Batres, Ana Elia, eds. (2009). Historia 2 El Salvador. Historia El Salvador. El Salvador: Ministerio de Educación. ISBN 9789992363683. Archivado desde el original el 16 de octubre de 2022. Consultado el 25 de marzo de 2025.
- Protocolo de la Conferencia de Plenipotenciarios Centroamericanos Reunida en San José de Costa Rica el 4 de Diciembre de 1920 42. Tegucigalpa, Honduras: Tipografía Nacional. 1921. LCCN 33034532. OCLC 1051757299. Consultado el 25 de marzo de 2025.

### Publicaciones
- Bardales Ponce, Ariel; Lemus Rivas, Marvin (2021). «Crónicas del Intento Unionista Federal de Centroamérica (1921)». Journals of the History of Honduras (Universidad Nacional Autónoma de Honduras) 1 (1): 26-37. Consultado el 25 de marzo de 2025.
- Gallardo, Ricardo (1959). «In Memoriam: José Gustavo Guerrero San Salvador (El Salvador), 26 de Junio de 1876 † Niza (Francia), 25 de Octubre de 1958». Spanish Journal of International Law (Spanish Association of Professors of International Law and International Relations) 12 (1/2): 159-180. ISSN 0034-9380. JSTOR 44293430. OCLC 9978048539.
- Grieb, Kenneth J. (1967). «The United States and the Central American Federation». The Americas (en inglés) (Cambridge University Press) 24 (2): 107-121. ISSN 0003-1615. JSTOR 980421. OCLC 8272818821. doi:10.2307/980421.
- Perry, Edward (1922). «Central American Union». The Hispanic American Historical Review (en inglés) (Duke University Press) 5 (1): 30-51. ISSN 0018-2168. JSTOR 2505979. OCLC 5791727517. doi:10.2307/2505979.
- Sanz y Tovar, Gaspar (1950). «La Federación Centroamericana». Central of Political and Constitutional Studies (Managua, Nicaragua: Gobierno de España): 119-133. Consultado el 25 de marzo de 2025.
- Salisbury, Richard V. (1977). «The Anti-Imperialist Career of Alejandro Alvarado Quirós». The Hispanic American Historical Review (en inglés) (Duke University Press) 57 (4): 587-612. ISSN 0018-2168. JSTOR 2513480. OCLC 5548616614. doi:10.2307/2513480.
- Saenz, Vicente (1927). «The "Peaceful Penetration" of Central America». Current History (en inglés) (University of California Press) 26 (6): 913-918. ISSN 0011-3530. JSTOR 45332517. OCLC 9536576728. doi:10.1525/curh.1927.26.6.913.
- Thomas, Joaquin E. (1952). «La Unión Centroamericana en los Tratados y Convenios Diplomáticos (Desde la Federación de 1824 a la Federación de 1921)». Spanish Journal of International Law (Spanish Association of Professors of International Law and International Relations) 5 (3): 857-891. ISSN 0034-9380. JSTOR 44293021. OCLC 9978049869.

- Datos: Q133844233